# El Colorado, La Huacana
El Colorado är en ort i Mexiko.   Den ligger i kommunen La Huacana och delstaten Michoacán de Ocampo, i den södra delen av landet, 300 km väster om huvudstaden Mexico City. El Colorado ligger 246 meter över havet och antalet invånare är 103.
Terrängen runt El Colorado är kuperad. Runt El Colorado är det glesbefolkat, med 16 invånare per kvadratkilometer. Närmaste större samhälle är La Huacana, 19,5 km nordost om El Colorado. I omgivningarna runt El Colorado växer huvudsakligen savannskog.